# North Bend (Nebraska)
North Bend is een plaats (city) in de Amerikaanse staat Nebraska, en valt bestuurlijk gezien onder Dodge County.

## Demografie
Bij de volkstelling in 2000 werd het aantal inwoners vastgesteld op 1213. In 2006 is het aantal inwoners door het United States Census Bureau geschat op 1220, een stijging van 7 (0,6%).

## Geografie
Volgens het United States Census Bureau beslaat de plaats een oppervlakte van 2,0 km², geheel bestaande uit land. North Bend ligt op ongeveer 388 m boven zeeniveau.

## Plaatsen in de nabije omgeving
De onderstaande figuur toont nabijgelegen plaatsen in een straal van 20 km rond North Bend.